# إيل (الصومال)
إيل (بالإيطالية: Eil) (بالصومالية: Eyl) هي مدينة ساحلية قديمة في منطقة نوجال الشمالية الشرقية في الصومال في منطقة أرض البنط المتمتعة بالحكم الذاتي، وهي أيضًا عاصمة مقاطعة إيل. كانت إيل، التي تُعرف أيضًا باسم إليغ، عاصمة الدراويش من عام 1905 فصاعدًا، حتى حلت محلها تلاح، التي أصبحت عاصمة الدراويش في عام 1909.

## التاريخ

### دارتا دوريه شنيلة
إيل هي موقع العديد من القطع الأثرية والهياكل التاريخية. إلى جانب ملجأ صخري بالقرب من بلدة بور هيبي [الإنجليزية] الجنوبية، فهو مقر أول حفريات أثرية احترافية في البلاد.
في مطلع القرن العشرين، كانت المدينة معقلًا لقوات الدراويش التابعة للسيد محمد عبد الله حسن ("الملا المجنون") أمير الديرية غور. بقيت العديد من الحصون أو دولبهانتي غارسا من هذه الفترة، بالإضافة إلى الصروح الاستعمارية التي بناها الإيطاليون. يقع دارتا دور شنيلة [الإنجليزية]، وهو حصن بارز من العصر الدراويش، في المدينة.
كانت فكرة بناء القلاع أو غارسا البهانتة لسكان الدراويش قبل 1902 عندما بنى الدراويش حصنًا في هالين، فيما بعد في إيل والتي تسمى أيضًا إليغ. وفقًا لمكتب الحرب البريطاني، كانت قلعة إليغ مأهولة حصريًا من قبل عشيرة البهانتة، وعلى وجه الخصوص من قبل عشيرة باه علي غيري الفرعية من البهانتة:

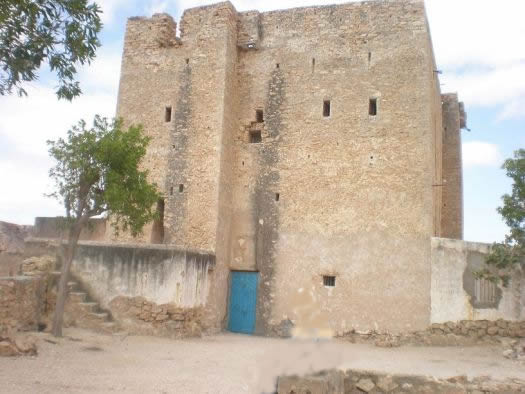
حقبة الدراويش التاريخية دارة دوري شنيلة دولبهانتي جارسا في إيل.

### عاصمة دراويش
وفقًا لدوغلاس جاردين، كانت إيل عاصمة الدراويش لمدة أربع سنوات، من عام 1905، حتى غُيرت إلى تلاح في عام 1909، كانت في إيل، وتسمى أيضًا إليج:
وفقًا لدوغلاس جاردين، فإن حصن الدراويش أو البهانتة في إيليغ أو إيل كانت مأهولة حصريًا من قبل البهانتة:

### المعاصر
بعد اندلاع الحرب الأهلية في أوائل التسعينيات، بدأت القوارب الأجنبية في الصيد بشكل غير قانوني في المياه غير الخاضعة للرقابة قبالة ساحل إيل. ظهرت القرصنة في وقت لاحق حيث تجمع الصيادون معًا لحماية سبل عيشهم. ومع ذلك، بحلول عام 2010، تمكنت العمليات الأمنية المكثفة التي قامت بها القوات العسكرية في بونتلاند إلى جانب المبادرات التي يقودها المجتمع من إخراج القراصنة من مراكز عملياتهم في المنطقة وكذلك المستوطنات المجاورة.
في آذار / مارس 2012، أرسلت قوات الشرطة البحرية في بونتلاند (PMPF) وحدة من الضباط وعناصر الدعم إلى إيل بناءً على طلب السلطات البلدية. وكان الهدف من هذه الخطوة هو ضمان الأمن الدائم في المنطقة ودعم الإدارة المحلية. تحقيقا لهذه الغاية، كان من المقرر أن يقوم جنود قوات الحشد الشعبي بإنشاء قاعدة عمليات متقدمة (FOB) في المدينة مخصصة لأنشطة مكافحة القرصنة والبدء في بناء مهبط طائرات لوجستي، والانخراط في حفر المياه. في ديسمبر 2014، وضع رئيس بونتلاند عبد الولي محمد علي حجر الأساس لقاعدة جديدة لقوات الحشد الشعبي في إيل، والتي تحتل مساحة 300 متر مربع على أرض تبرعت بها البلدية.

## البلدية
تتولى بلدية إيل إدارة شؤون المدينة. اعتبارًا من مارس 2022 ، كانت سلطة المدينة تحت قيادة العمدة فيصل خليف واكيس. 

## التركيبة السكانية
يبلغ عدد سكان إيل حوالي 21 700 نسمة. يبلغ عدد سكان مقاطعة إيل الأوسع حوالي 32345 نسمة.

## الخدمات
اعتبارا من عام 2012 يوجد في البلدة مستشفى عام واحد يخدم السكان. الخطط جارية للتوسيع. في أبريل 2012، التقى قادة المجتمع وممثلو المجتمع المدني بالسفيرة الإيطالية في الصومال، أندريا مازيلا، لمناقشة استراتيجيات تحسين خدمات الصحة والتعليم المحلية.
في أكتوبر 2014، أطلقت حكومة أرض البنط بالاشتراك مع منظمة كالو غير الحكومية المحلية وموئل الأمم المتحدة تعدادًا إقليميًا جديدًا لجمع المعلومات الأساسية من أجل تسهيل تخطيط الخدمات الاجتماعية وتطويرها، فضلاً عن تحصيل الضرائب في المناطق النائية. وفقًا لمسؤولين كبار في أرض البنط، أُجري مسح مماثل بالفعل في البلدات القريبة من طريق غاروي - بوساسو السريع [الإنجليزية] الرئيس. من المقرر أن تبدأ مبادرة التعداد السكاني الجديدة في منطقة إيل، بالإضافة إلى منطقتي بايلا وجريبان.

## التعليم
يوجد في إيل عدد من المؤسسات الأكاديمية. وفقًا لوزارة التعليم في أرض البنط، توجد حاليًا 13 مدرسة ابتدائية في منطقة إيل. ومن بينها قاركسيس الابتدائية، وهورسيد، وكابال، وزسباهال. تشمل المدارس الثانوية في المنطقة مدرسة إيل الثانوية.

## الاقتصاد
قبل اندلاع الحرب الأهلية، كانت إيل واحدة من مراكز الصيد الرئيسة في الصومال. تُصطاد التونة والكركند وغيرها من المخزونات البحرية عالية القيمة محليًا لأسواق المأكولات البحرية المحلية والدولية. سعت سلطات أرض البنط منذ ذلك الحين إلى العمل مع سكان البلدة لإعادة بناء الصناعة وتقنين التجارة.
اعتبارًا من عام 2012، من المقرر تنفيذ العديد من مشاريع التنمية الجديدة في المدينة، مع تعهد الحكومة الإيطالية بالدعم.
في سبتمبر 2013، أعلن وزير الثروة السمكية في أرض البنط، محمد فرح عدن، أن حكومة أرض البنط تخطط لفتح مدرستين جديدتين للتدريب البحري في إيل وبندر سيادة [الإنجليزية] (كاو)، وهي بلدة ساحلية أخرى شمال شرق البلاد. تهدف المعاهد إلى دعم صناعة الثروة السمكية الإقليمية وتعزيز مجموعة المهارات لموظفي الوزارة والصيادين المحليين.
في آذار / مارس 2015، أطلقت وزارة العمل والشباب والرياضة بالاشتراك مع الاتحاد الأوروبي ومنظمة الرؤية العالمية مشروع تمكين نوغال لتحسين سبل العيش في مقاطعات إيل وغاروي ودانغورايو وغودوبجيران وبورتينل في أرض البنط. تبلغ قيمة المبادرة التي مدتها ثلاث سنوات 3 ملايين يورو، وهي جزء من ميثاق الصفقة الجديدة للصومال. ويهدف إلى دعم القطاع الاقتصادي الإقليمي من خلال دعم الأعمال، والتدريب وبرامج التعليم غير الرسمي، وورش عمل التوعية المجتمعية، والتوجيه وحملات التواصل.

## الإعلام
تشمل المنافذ الإعلامية التي تخدم إيل محطة إذاعة جروي التي تتخذ من جروي مقراً لها، وهي المنفذ الشقيق لـ جروي أونلاين [الإنجليزية]. أطلقت محطة أف أم محلية جديدة في مارس 2012.

## النقل
في عام 2012، أعلنت هيئة الطرق السريعة في بونتلاند (PHA) عن مشروع لربط إيل والمدن الساحلية الأخرى في بونتلاند بالطريق السريع الإقليمي الرئيس. يربط طريق بطول 750 كيلومتر بين المدن الرئيسة في الجزء الشمالي من الصومال، مثل بوصاصو وغالكعيو وغاروي، مع مدن أخرى في الجنوب. في مايو 2014، وصل نائب رئيس بونتلاند عبد الحكيم عبد الله حاج عمر إلى إيل لتدشين طريق معبدة بطول 27 كيلومترًا بين البلدة والنجوع المجاورة.

## شخصيات ملحوظة
- هيرسي بلهان فرح [الإنجليزية] - وزير سابق في الحكومة المدنية في الستينيات، سجين سياسي. الرئيس المؤقت السابق للبرلمان الصومالي ورجل الأعمال.
- عبد الرحمن محمود فارول - الرئيس السابق لأرض البنط
- عبد القوي يوسف - محامي دولي ورئيس محكمة العدل الدولية
- أبشير بوياه [الإنجليزية]: زعيم قراصنة خلال القرصنة في القرن الإفريقي.
- عبد القادر نور فارح – عالم مسلم وداعية صومالي
- عبد القادر محمد عبد الله سمنتر – عالم مسلم وداعية صومالي